# Peking - Parisloppet 1907

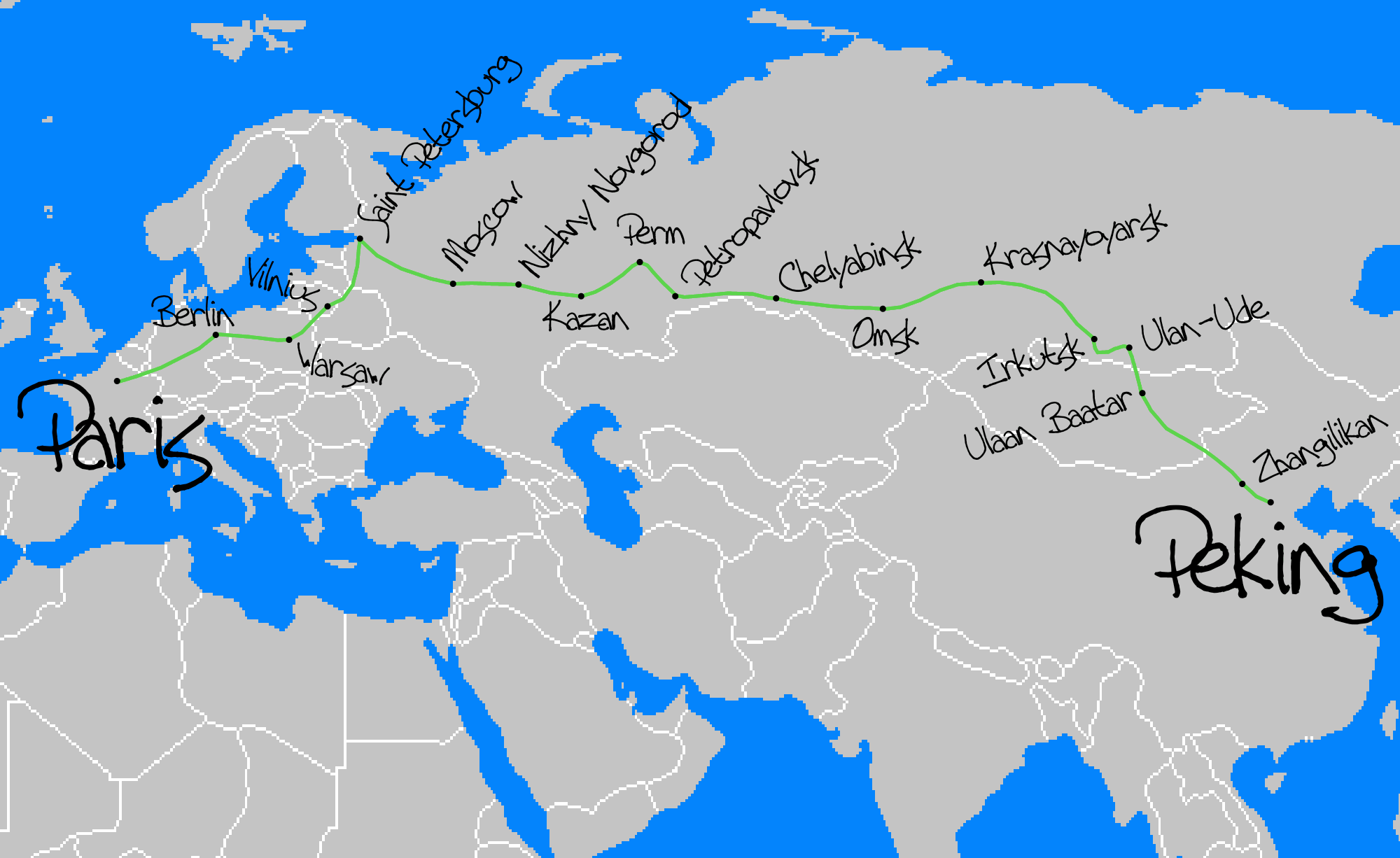
Karta över loppets sträckning

Peking - Parisloppet 1907 (engelska The Great Expedition) var den första interkontinentala biltävlingen i bilismens barndom. Loppet startade i juli i Peking och sträckte sig över två kontinenter med målgång i Paris i augusti 44 dagar senare. Loppet blev en stor prövning för såväl förarna som bilarna. Av fem startande lag i denna äventyrliga tävling lyckades endast fyra ta sig i mål. Slutvinnaren blev italienska ”Italalaget” under ledning av Scipione Borghese.

## Bakgrund
Inspirerad av bilismens framtåg utlyste franska tidningen Le Matin denna utmanande och krävande tävling den 31 januari 1907 under frågeställningen:" Vad som idag behöver bevisas är att så länge en man har en bil kan han göra vad som helst och köra vart som helst. Finns det någon som denna sommar vill genomföra en resa i bil från Peking till Paris?" , , , .
Tävlingen hade inget regelverk och första pris var en flaska Mumm champagne, dock hade förarna ett "gentleman's agreement" om "fair play" och att hjälpa varandra vid problem . Vägnätet och standarden var obefintlig på den tiden. Drivmedel placerades ut med hjälp av kamelkaravaner och alla reservdelar fick lastas på bilarna , 

## Deltagarna

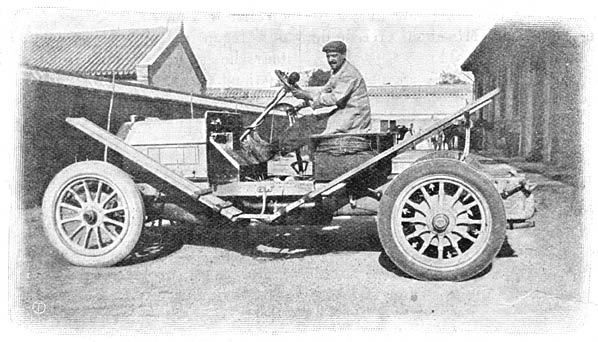
Lag Itala

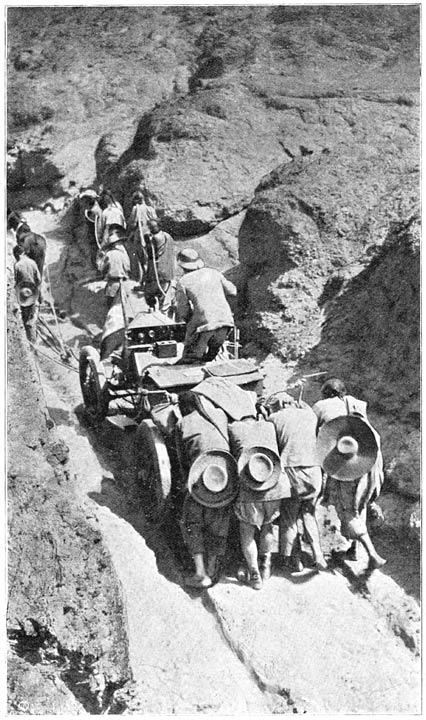
Lag Itala på väg

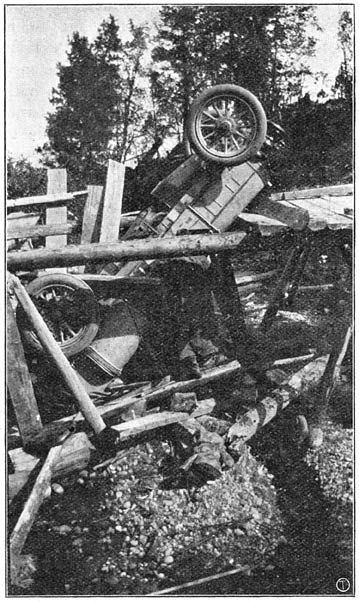
Lag Itala under väg

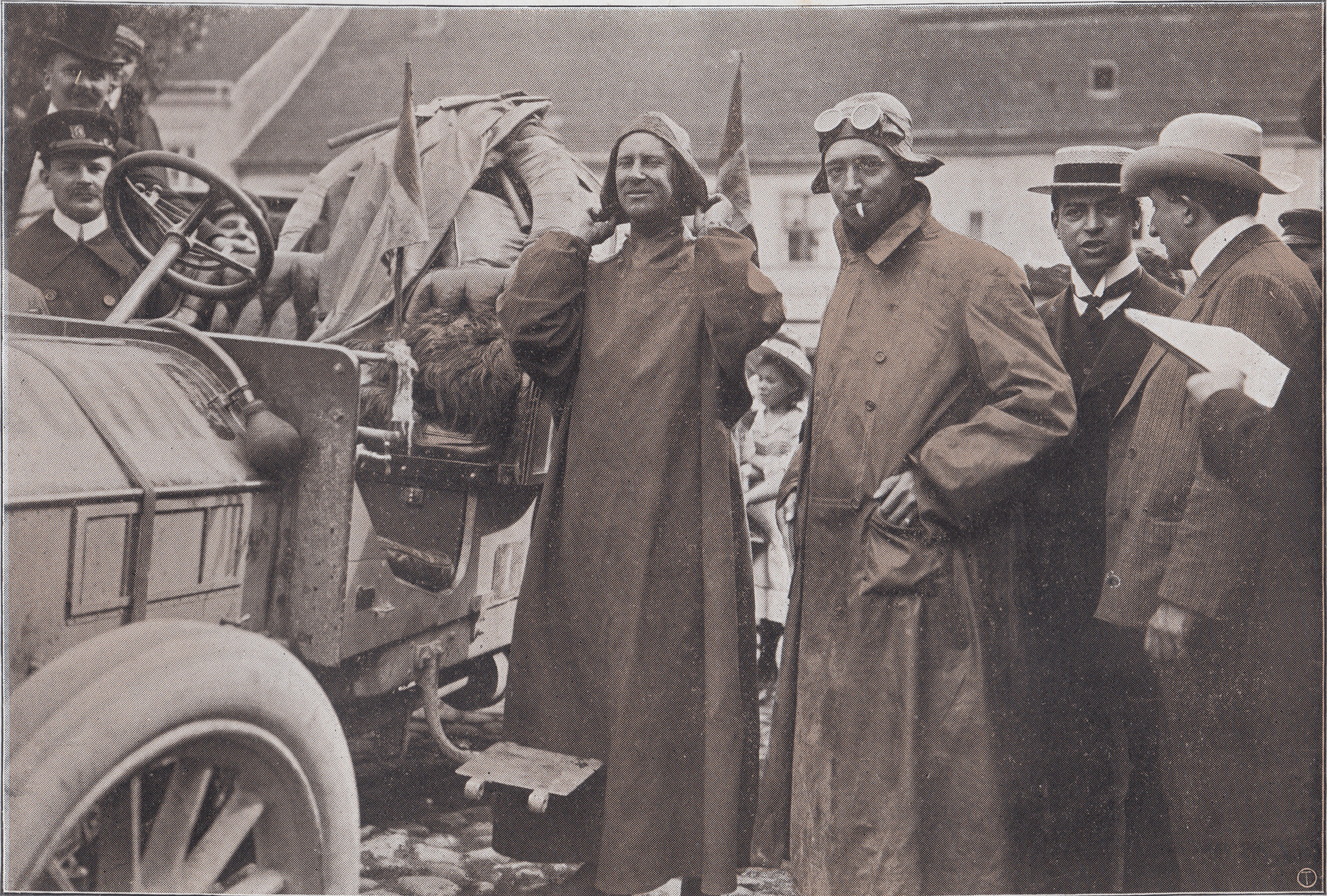
Lag Itala i Berlin

40 lag antog utmaningen och anmälde sig till loppet, lagen representerade olika biltillverkare med den tidens ledande teknologi.
Till starten kom dock endast de fem av de anmälda lagen som hade lyckats genomföra fartygsresan till Peking , , , 
- Lag De Dion-Bouton 1, Frankrike

med 1 medlem, Georges Cormier
- Lag De Dion-Bouton 2, Frankrike

med 1 medlem, Victor Collignon
- Lag Spyker, Nederländerna

med 2 medlemmar, Charles Godard och Jean du Taillis
- Lag Contal, Frankrike

med 2 medlemmar, Auguste Pons och Octave Foucault
- Lag Itala, Italien

med 3 medlemmar, Scipione Borghese (ättling i Borghesesläkten), Ettore Guizzardi och Luigi Barzini

## Loppet
Den 10 juni 1907 klockan 08:00 gick startskottet vid Franska ambassaden i Peking , , .

### Asien
Bilarna färdades genom Peking och lämnade staden genom Dosh man (Norra stadsporten) . Färden gick längs Kinesiska muren mot Kalgan (Zhangjiakou) och vidare igenom Gobiöknen mot Mongoliet. Här tvingades Lag Contal att bryta tävlingen, , . Därefter fortsatte loppet mot Urga (Ulan Bator) dit man anlände den 21 juni  och den 23 juni vidare mot Ulan-Ude  Kiakhta, Bajkalsjön och Irkutsk. Den 3 juli  lämnade deltagarna Irkutsk för att fortsätta mot Omsk. Under denna sträcka använde man delvis Transsibiriska järnvägens spår då vägarna var uppluckrade av sommarregnen , . Den 12 juli  fortsatte loppet sedan mot Kazan som man nådde den 23 juli och genom Uralbergen vidare mot Nizjnij Novgorod och Moskva.

### Europa
Bilarna nådde Moskva den 20 juli. Härifrån färdades man den 27 juli sedan genom Baltikum vidare mot Berlin dit man anlände den 5 augusti .
Därefter fortsatte man genom Tyskland till Liège i Belgien och vidare mot Paris. Efter 44 dagar och en sträcka på cirka 16 000 kilometer var den mäktigaste tävlingen som världen dittills skådat avslutad.
Den 10 augusti anlände Lag Italia som första lag till Paris, 20 dagar senare den 30 augusti anlände Lag Spyker  som andra bil och slutligen Lag De Dion-Bouton 1 och Lag De Dion-Bouton 2 på tredje och fjärde plats , .

## Eftermäle
Tävlingen inspirerade sedan till den första Jorden runt-tävlingen “New York - Parisloppet 1908” utlyst av tidningarna Le Matin och The New York Times.
Såväl Charles Godard som Auguste Pons deltog även i denna tävling.
Några deltagare skrev senare böcker om loppet, däribland Luigi Barzini med ”Peking - Paris på 60 dagar” och Georges Cormier med ”The Race Pekin to Paris” och genom åren har ytterligare böcker skrivits om detta billopp.
1997 genomfördes loppet på nytt med över 100 deltagare från 22 nationer  och även 2005 upprepades loppet på initiativ av australiska tv-bolaget ABC  i veteranbilar längs ursprungsvägen.